# Sierra-koningsmakreel
De Sierra-koningsmakreel (Scomberomorus sierra) is een straalvinnige vis uit de familie van makrelen (Scombridae) en behoort derhalve tot de orde van baarsachtigen (Perciformes). De vis kan maximaal 99 cm lang en 8160 gram zwaar worden.

## Leefomgeving
De Sierra-koningsmakreel is een zoutwatervis. De vis prefereert een tropisch klimaat en leeft hoofdzakelijk in de Grote Oceaan. De diepteverspreiding is 0 tot 12 m onder het wateroppervlak.

## Relatie tot de mens
Deze makreel is voor de visserij van aanzienlijk commercieel belang. In de hengelsport wordt er weinig op de vis gejaagd.